# Eustrotia bernica
Eustrotia bernica är en fjärilsart som beskrevs av Pierre E.L. Viette 1957. Eustrotia bernica ingår i släktet Eustrotia och familjen nattflyn. Inga underarter finns listade i Catalogue of Life.